# ウクライナ軍参謀総長
ウクライナ軍参謀総長（ウクライナぐんさんぼうそうちょう、ウクライナ語: Начальник Генерального зтабу）は、ウクライナ軍の役職。ウクライナ軍参謀本部のトップ。ウクライナ大統領より任命される。
ウォロディミル・ゼレンスキー大統領によって、2020年3月28日から参謀総長と総司令官の職は分離されている。以前は、文民が国防大臣を務める場合、参謀総長が軍司令官を兼任していた。なお、2019年1月1日以前は、国防大臣が文民である必要はなかった。

## 参謀総長
ソ連軍のキエフ軍管区再編に伴い創設された役職。当時、同管区司令官であったヴィクトル・チェチェバトフはウクライナへの忠誠を拒否した。当初は司令部長官として知られ、国防大臣の第一副官に任命された。1996年に参謀総長に改められた。2002年には軍の改革の一環として、同職は文官職から分離され、大臣代理の権限を失った。2005年、参謀総長は軍の指揮官として再確認され、総司令官を兼任する役職が与えられた。
2020年、ロシアの侵略によって引き起こされた軍改革の一環としてさらなる再編が行われ、総司令官の職が独立した役職に分離された。

## 歴代参謀総長
- ゲオルギー・ジビツィア（ウクライナ語版）中将(代行):1991年12月23日 - 1992年6月4日
- ワシル・ソブコフ（ウクライナ語版）中将:1992年9月25日 - 1993年3月24日
- イワン・ビザン（ウクライナ語版）中将(代行):1992年9月25日 - 1993年3月24日
- アナトリー・ロパータ（ウクライナ語版）大将:1993年3月24日 - 1996年2月10日
- オレクサンドル・ザティナイコ（ウクライナ語版）大将:1996年3月12日 - 1998年9月30日
- ヴォロディミル・シキチェンコ（ウクライナ語版）大将:1998年10月1日 - 2001年11月13日
- ミコラ・パルチュク（ウクライナ語版）中将(代行):2001年11月13日 - 2001年11月27日
- ペトロ・シュリャク（ウクライナ語版）大将:2001年11月27日 - 2002年7月28日
- オレクサンドル・ザティナイコ大将:2002年8月13日 - 2004年6月3日
- セルヒー・キリチェンコ（ウクライナ語版）上級大将（ウクライナ語版）:2004年7月19日 - 2009年11月18日
- イヴァン・スヴィダ（ウクライナ語版）上級大将:2009年11月18日 - 2012年2月18日
- フリホリ・ ペドチェンコ（ウクライナ語版）大将:2010年5月31日 - 2012年2月18日
- ヴォロディミル・ザマナ（ウクライナ語版）中将:2012年2月18日 - 2014年2月19日
- ユーリー・イーリン大将:2014年2月19日 - 2014年2月28日
- ミハイロ・クツィン（ウクライナ語版）中将:2014年2月28日 - 2014年7月3日
- ヴィクトル・ムジェンコ（ウクライナ語版）上級大将:2014年7月3日 - 2019年5月21日
- ルスラン・コムチャック中将:2019年5月21日 - 2020年3月28日
- セルヒー・コルニチュク中将:2020年3月28日 - 2021年7月28日
- セルヒイ・シャプタラ中将:2021年7月28日 - 2024年2月9日
- アナトリー・バルギレヴィチ中将:2024年2月9日 - 2025年3月16日
- アンドリー・フナトフ少将:2025年3月16日 -